# Drhovce
Drhovce (dříve též Drhovec) jsou malá vesnice, část obce Drevníky v okrese Příbram ve Středočeském kraji. Nachází se asi 3,5 kilometru západně od Drevníků. Vesnicí protéká Drhovský potok. Drhovce leží v katastrálním území Nechalov o výměře 1,53 km².

## Historie
První písemná zmínka o vesnici pochází z roku 1720.

## Obyvatelstvo
| Rok            | 1869 | 1880 | 1890 | 1900 | 1910 | 1921 | 1930 | 1950 | 1961 | 1970 | 1980 | 1991 | 2001 | 2011 | 2021 |
| -------------- | ---- | ---- | ---- | ---- | ---- | ---- | ---- | ---- | ---- | ---- | ---- | ---- | ---- | ---- | ---- |
| Počet obyvatel | 35   | 37   | 35   | 27   | 31   | 40   | 31   | 38   | 26   | 26   | 31   | 24   | 21   | 25   | 29   |
| Počet domů     | 5    | 5    | 5    | 5    | 5    | 6    | 6    | 6    | 6    | 6    | 6    | 6    | 7    | 6    | 6    |

## Obecní správa
Při sčítání lidu v letech 1850–1929 Drhovce byly osadou obce Drhovy v okrese Příbram. V letech 1930–1979 byly osadou obce Nechalov, se kterým patřily nejprve do okresu Příbram, ale v roce 1950 v okrese Dobříš a od roku 1960 opět v okrese Příbram. Od 1. ledna 1980 do 31. prosince 1997 byly znovu částí obce Drhovy v okrese Příbram. Od 1. ledna 1998 jsou částí obce Drevníky v okrese Příbram.